# 西川治
西川治（日语：／ Nishikawa Osamu */?，1925年6月16日—2019年11月2日），日本人文地理学者，东京大学名誉教授。

## 生平
1925年6月生于東京市本郷区（現東京都文京區）。1944年毕业于舊制第一高等學校理科。1947年毕业于东京大学理学部地理学专业。1949年留校任助手。1955年至1958年在西德波恩大学留学。1958年任东京大学教养学部助教授。1961年以《日本自然地域変貌》获东京大学理學博士学位。1971年晋升教授。1986年从东京大学退休，成为名誉教授、立正大學教授。1996年退休。晚年曾任富士学会名誉会长。2005年获授瑞寶中綬章。
2019年11月2日13時38分因急性腎功能衰竭在東京都多摩市的一家医院逝世，终年94岁。

## 著作
- . 东京大学出版会. 1985年.
- . 古今书院. 1988年7月. ISBN 9784772213721.
- . 古今书院. 1996年4月. ISBN 9784772213370.

## 脚注
1. ↑  . 人文科学科紀要 人文地理学 (東京大学教養学部人文地理学研究室). 1986-03-30, (9): 59–66  [2012-07-28]. （原始内容存档于2016-03-06）.
2. ↑  . 富士学会.   [2018-06-03]. （原始内容存档于2018-08-31）.
3. ↑  . 读卖新闻. 2005-04-29.
4. ↑  . 四国新聞社. 2019-11-05  [2019-11-06]. （原始内容存档于2019-11-06）.